# Inimă de dragon 3: Blestemul vrăjitorului
Inimă de dragon 3: Blestemul vrăjitorului (2015, în engleză Dragonheart 3: The Sorcerer's Curse) este un film fantastic americano-britanico-românesc regizat de Colin Teague, produs de Raffaella De Laurentiis și scris de Matthew Feitshans după personaje create de Patrick Read Johnson & Charles Edward Pogue.
Rolurile principale au fost interpretate de actorii Julian Morris, Ben Kingsley și Jassa Ahluwalia.
Este un prequel al primului film al seriei,  Inimă de dragon (1996), franciză din care mai fac parte Inimă de dragon: Un nou început (2000) și Inimă de dragon 4 (2017).

## Distribuție
- Julian Morris - Gareth[2]
- Ben Kingsley - Drago (voce)[3][4]
- Jassa Ahluwalia - Lorne
- Jonjo O'Neill - Brude
- Jake Curran - Traevor
- Tamzin Merchant - Rhonu
- Dominic Mafham - Sir Horsa
- Nadiv Molcho - Merchant
- Christopher Fairbank - Potter
- Ozama Oancea - Begilda
- Harry Lister Smith - Kalin
- Daniel Everitt-Lock - Cuthbert
- Șerban Celea - Sir Wulfric
- Duncan Preston - Elisedd
- Ioan Coman - Vendor
- Edouard Philipponat - Squire Edouard
- Pavel Ulici - Toothless Pict
- Vlad Rădescu - sătean
- Matthew Feitshans - Matthaeus
- Denis Ștefan - Lead Pict

## Producție
A avut un buget de  2.140.832 de dolari americani.